# ROKS Cheonji
Le ROKS Cheonji (AOE-57) est un navire d’appui au combat rapide de la marine de la république de Corée, le navire de tête de la classe Cheonji. Il est nommé d’après le lac Cheonji.

## Conception
Après la guerre de Corée, la marine sud-coréenne a acheté et exploité de petits navires ravitailleurs des années 1960 aux années 1980. Ces navires étaient obsolètes en raison d’une exploitation prolongée, ce qui a forcé leur retrait à partir de la fin des années 1970. Comme la demande d’opérations maritimes augmentait de jour en jour, la Marine avait besoin de navires pour accomplir les missions.
À partir du milieu des années 1980, sur la base de l’expériences de ces navires, la marine coréenne a proposé de construire des navires de soutien au combat de conception nationale. De 1988 à 1990, le premier navire de soutien au combat, plus tard nommé Cheonji, a été construit et lancé. Les ROKS Daecheong et ROKS Hwacheon ont été construits sept ans plus tard. À l’époque, la marine coréenne a réservé sa décision de construire ou non d’autres navires de soutien après avoir terminé les tests de fonctionnement du premier navire.
Alors que les besoins en navires de soutien augmentaient, la Marine a conçu en 2016 les navires de la classe Soyang, basés sur la classe Cheonji.

## Carrière
Le ROKS Cheongju a été construit par Hyundai Heavy Industries, lancé le 29 décembre 1988 et mis en service le 4 janvier 1991. Il a été le premier navire de soutien logistique construit par la Marine de la république de Corée, et au moment de sa mise en service il était le plus grand des navires de guerre exploités par la Marine.
En 1998, il a été le navire amiral de la Revue internationale de la flotte. Il a participé à la cérémonie navale internationale japonaise en 2002, et en 2005 à la commémoration britannique du 200e anniversaire de la bataille de Trafalgar qui a donné lieu à l’International Fleet Review, à Portsmouth, en juillet 2005.
En 2014, le ROKS Cheonji a été déployé avec le ROKS Choe Yeong (DDH-981), dans le cadre du groupe opérationnel d’entraînement aux croisières de la marine de la république de Corée, sous le commandement du contre-amiral Chun Jung-soo, pour un voyage de 96 jours incluant la visite des ports de 12 pays, dont Guam, l’Australie et la Nouvelle-Zélande. Les ROKS Choe Yeong et Cheonji ont embarqué environ 650 membres du personnel de la Marine, dont 140 aspirants de la 69e promotion de l’Académie navale de la république de Corée. Ce voyage permet aux stagiaires d’acquérir une expérience pratique avant de devenir officiers. Les Choe Yeong et Cheonji se sont entraînés avec la frégate HMAS Arunta (FFH 151) de la Royal Australian Navy au large des côtes avant de rejoindre la base navale Est. Puis le groupe opérationnel d’entraînement aux croisières a navigué vers Garden Island, à Sydney, le 6 octobre 2014, pour une visite portuaire de quatre jours. Pendant leur court séjour, les stagiaires ont néanmoins eu le temps de visiter le Mémorial de la guerre de Corée et l’Académie des forces de défense australiennes, de participer à une compétition amicale de football à la caserne Randwick et de participer à des visites culturelles autour de Sydney. Ensuite, toujours avec le ROKS Choe Yeong, le Cheonji a fait escale dans le port de Colombo au Sri Lanka, du 11 au 13 novembre 2014 pour une visite de trois jours. La visite a donné lieu à une performance conjointe de la marine srilankaise et de la marine sud-coréenne. Des groupes de la marine coréenne et sri-lankaise ont joué ensemble de la musique et exécuté des danses. Des spectacles de la garde d’honneur de la marine coréenne et du quatuor de percussions traditionnel coréen « Samul-nori », de taekwondo et de K-pop ont également été organisés gratuitement pour le public. Enfin, une réception à bord pour le Gouvernement sri-lankais et le personnel des trois forces armées a eu lieu le mercredi 12 novembre.

## Galerie

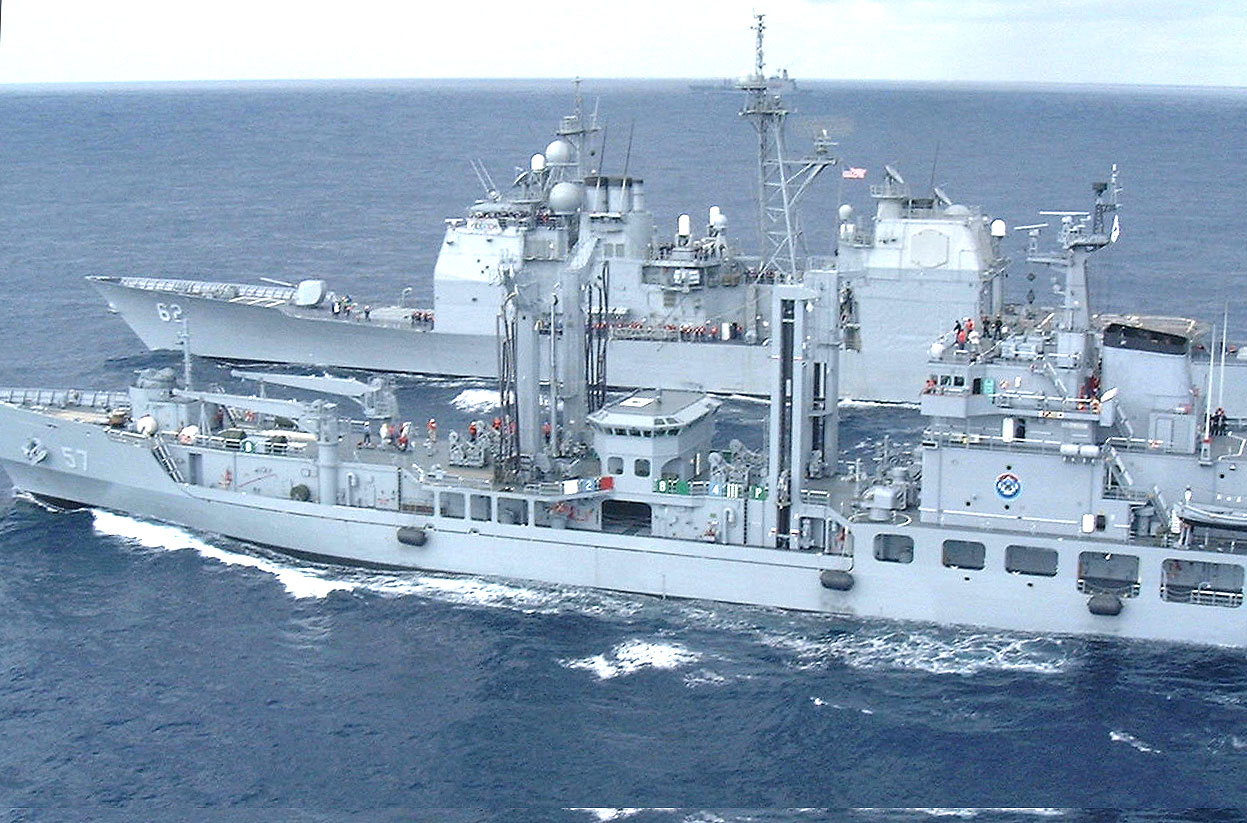
Le ROKS Cheonji et l’USS Chancellorsville le 6 février 2002
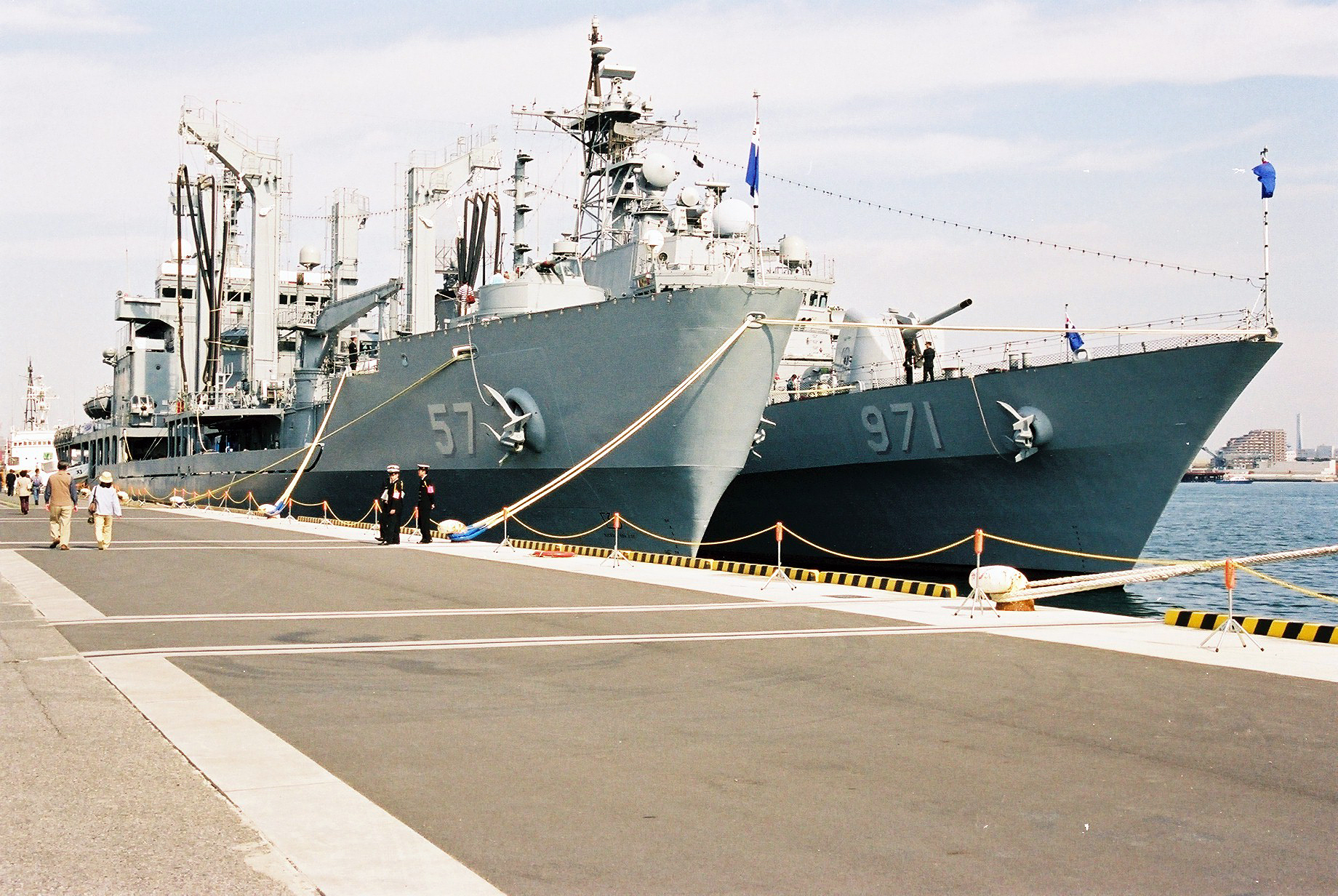
Le ROKS Cheonji et le ROKS Gwanggaeto le Grand le 10 octobre 2002
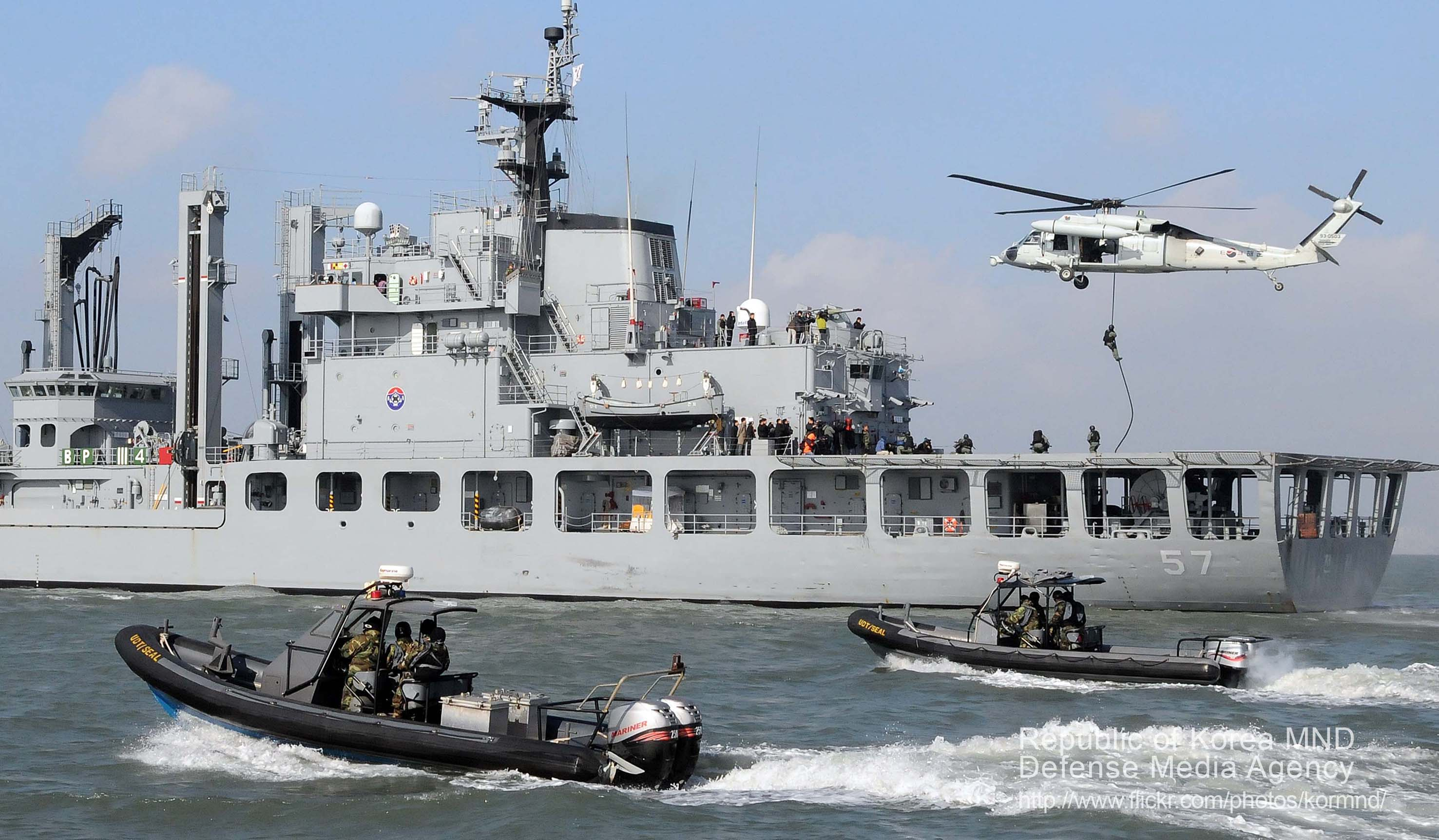
Le ROKS Cheonji le 22 janvier 2011
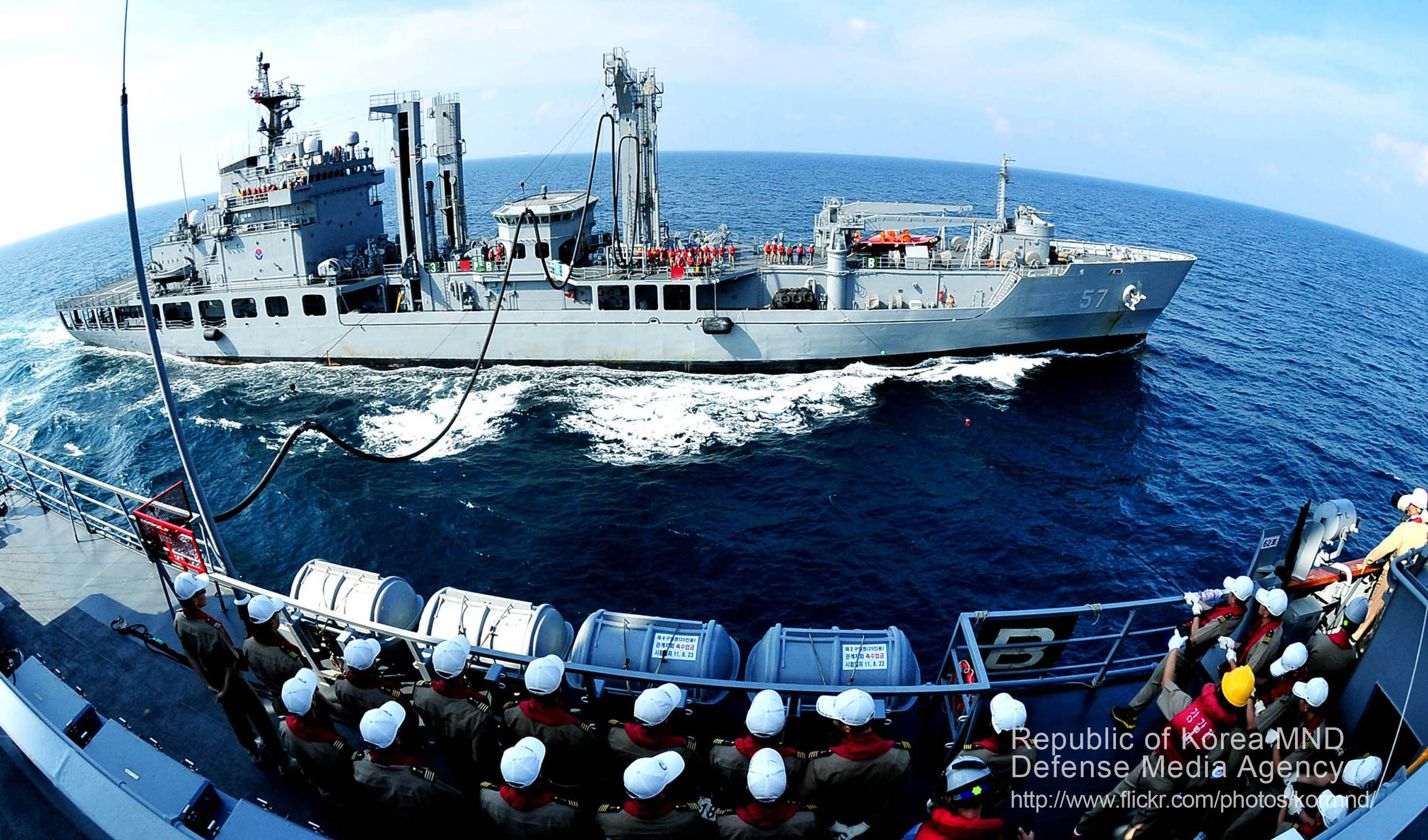
Le ROKS Cheonji le 22 novembre 2011
Le ROKS Cheonji et l’USS McCampbell le 17 mars 2013